# テーバイ圏
テーバイ圏（テーバイけん、ギリシア語：Θηβαϊκὸς Κύκλος, テーバイコス・キュクロス）とは、ボイオーティアの都市テーバイの神話的歴史を扱った古代ギリシアの叙事詩サイクルのこと。

## 概要
テーバイ圏は4つの叙事詩から構成されるが、すべて現存していない。ダクテュロス・ヘクサメトロス（長短短六歩格）で書かれていて、創作年代は紀元前750年から紀元前500年と思われる。
9世紀の学者・聖職者のフォティオスは著書『ビブリオテカ』の中で「テーバイ圏」をトロイア戦争を扱った「叙事詩圏（叙事詩環）」の中に含めていた。しかし、現代の研究家たちは別のものと見なしている。
テーバイ圏で語られる物語は伝統的なもので、ホメーロス作（と言われる）『イーリアス』と『オデュッセイア』にもその情報が出てくる。
テーバイ圏の中でも有名なのがオイディプースの話とテーバイ攻めの七将の話で、後世のギリシア悲劇の劇作家たちによって描かれている。

## 内容
テーバイ圏には、以下の叙事詩が含まれる。
| 題名                        | 作者(推定)                             | 内容 |
| --------------------------- | -------------------------------------- | --- |
| オイディポデイア Οἰδιπόδεια | スパルタのキナイトーン                 | スフィンクスの謎を解くオイディプース。推定だが、実の母親イオカステーとの近親婚。                                                                                          |
| テーバイド Θηβαΐδα          | ホメーロス                             | オイディプースの2人の息子エテオクレースとポリュネイケースの骨肉の戦い。 ポリュネイケースは6人の将とテーバイを攻めるが失敗（テーバイ攻めの七将）。その中で兄弟ともに死ぬ。 |
| エピゴノイ Επίγονοι         | テオースのアンティマコス or ホメーロス | 『テーバイド』の続編。次の世代の英雄たちがテーバイを攻め落とす。 |
| アルクメオーニス            | 不明                                   | アルクマイオーンが（『テーバイド』で語られた）アムピアラーオスの死のお膳立てをした母親エリピューレーを殺す。                                                              |